# Seychelles en los Juegos Olímpicos de Sídney 2000
Seychelles estuvo representada en los Juegos Olímpicos de Sídney 2000 por nueve deportistas, seis hombres y tres mujeres, que compitieron en cinco deportes.
El portador de la bandera en la ceremonia de apertura fue el nadador Benjamin Lo-Pinto. El equipo olímpico seychellense no obtuvo ninguna medalla en estos Juegos.